# 946

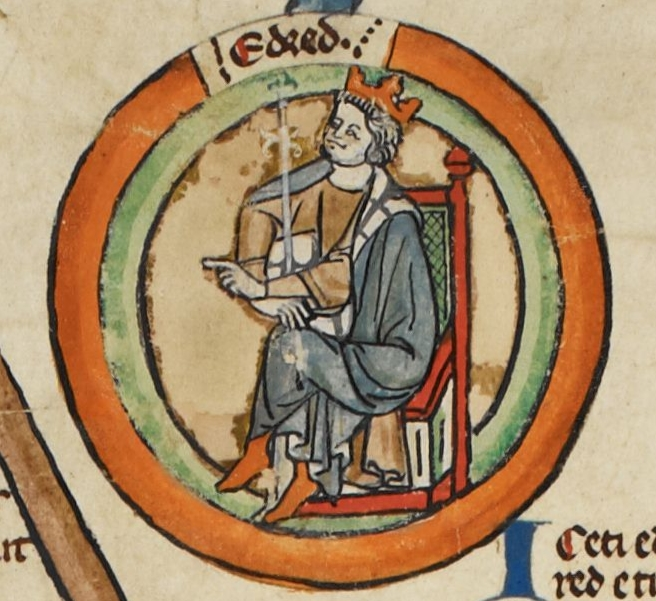
Koning Edred (r. 946 - 955)

Het jaar 946 is het 46e jaar in de 10e eeuw volgens de christelijke jaartelling.

## Gebeurtenissen

### Europa
- Zomer - Koning Otto I valt het West-Frankische Rijk binnen met een expeditieleger, maar hij is niet sterk genoeg om de steden Laon, Reims en Parijs te veroveren. Na drie maanden beëindigt Otto zijn militaire campagne zonder zijn rivaal Hugo de Grote te verslaan. Hugo op zijn beurt, versterkt zijn politieke macht en sluit een vredesverdrag met Otto. Hierdoor wordt hij een van de machtigste edelen in Frankrijk.
- Albert I ("de Vrome") wordt door koning Lodewijk IV benoemd tot graaf van Vermandois in het noorden van Frankrijk.
- Robrecht I van Namen volgt zijn vader Berengarius van Namen op als graaf van de Lommegouw (huidige België).

### Engeland
- 26 mei - Koning Edmund I wordt vermoord tijdens het feest van Saint Augustinus door een verbannen misdadiger, die bij het gevecht ook het leven laat. Edmund wordt opgevolgd door zijn jongere broer Edred als koning van Engeland. Edmund heeft twee minderjarige zoons, Edwy en Edgar, maar die zijn te jong om hun vader op te volgen.

### Japan
- 23 mei - Keizer Suzaku doet afstand van de troon (na een regeerperiode van 16 jaar) ten gunste van zijn 20-jarige broer Murakami, die hem opvolgt als de 62e keizer van Japan.

### Religie
- Paus Marinus II overlijdt in Rome na een pontificaat van vier jaar. Hij wordt opgevolgd door Agapitus II en gekozen met de steun van Alberik II. Agapitus wordt geïnstalleerd als de 129e paus van de Katholieke Kerk.
- De abdij van Waulsort voor Schotse en Ierse monniken wordt gesticht door Albert de Ribémont, heer van Florennes.
- Eerste schriftelijke vermelding van Waasmont en Watford.

### Vulkanologie
- Uitbarsting van de Paektusan in China en Korea.[1]

## Geboren
- Hendrik I ("de Grote"), hertog van Bourgondië (overleden 1002)
- Silvester II, paus van de Katholieke Kerk (overleden 1003)

## Overleden
- 21 januari - Editha van Wessex (35), echtgenote van Otto I
- 26 mei - Edmund I (25), koning van Engeland (r. 939 - 946)
- Berengarius van Namen, graaf van de Lommegouw (r. 908 - 946)
- Constantijn Lekapenos, medekeizer van Byzantium (r. 942 - 945)
- Ibrahim ibn Sinan (38), Arabisch wiskundige en astronoom
- Marinus II, paus van de Katholieke Kerk (r. 942 - 946)